# Contea di Liberty (Texas)
La contea di Liberty in inglese Liberty County è una contea dello Stato del Texas, negli Stati Uniti. La popolazione al censimento del 2010 era di 75 643 abitanti. Il capoluogo di contea è Liberty. La contea è stata creata nel 1831 come municipalità del Messico ed organizzata come contea texana nel 1837. Il suo nome deriva dal popolare ideale americano della libertà.

## Geografia fisica
| Anno | Popolazione | ±%     |
| ---- | ----------- | ------ |
| 1850 | 2,522       | Note:  |
| 1860 | 3,189       | 26.4%  |
| 1870 | 4,414       | 38.4%  |
| 1880 | 4,999       | 13.3%  |
| 1890 | 4,230       | −15.4% |
| 1900 | 8,102       | 91.5%  |
| 1910 | 10,686      | 31.9%  |
| 1920 | 14,637      | 37.0%  |
| 1930 | 19,868      | 35.7%  |
| 1940 | 24,541      | 23.5%  |
| 1950 | 26,729      | 8.9%   |
| 1960 | 31,595      | 18.2%  |
| 1970 | 33,014      | 4.5%   |
| 1980 | 47,088      | 42.6%  |
| 1990 | 52,726      | 12.0%  |
| 2000 | 70,154      | 33.1%  |
| 2010 | 75,643      | 7.8%   |

Secondo l'Ufficio del censimento degli Stati Uniti d'America la contea ha un'area totale di 1176 miglia quadrate (3050 km²), di cui 1158 miglia quadrate (3000 km²) sono terra, mentre 18 miglia quadrate (47 km², corrispondenti all'1,5% del territorio) sono costituiti dall'acqua.

### Contee adiacenti
- Polk County (nord)
- Hardin County (est)
- Jefferson County (sud-est)
- Chambers County (sud)
- Harris County (sud-ovest)
- Montgomery County (ovest)
- San Jacinto County (nord-ovest)

### Aree nazionali protette
- Big Thicket National Preserve (solo in parte)
- Trinity River National Wildlife Refuge

## Istruzione
Nella contea sono presenti i seguenti distretti scolastici:
- Dayton ISD
- Liberty ISD
- Cleveland ISD
- Tarkington ISD
- Hardin ISD
- Hull-Daisetta ISD
- Devers ISD

## Infrastrutture e trasporti

### Strade principali
- U.S. Highway 59
- Interstate 69 (in costruzione)
- U.S. Highway 90
- State Highway 61
- State Highway 99 (Grand Parkway)
- State Highway 105
- State Highway 146
- State Highway 321

### Aeroporti
- Liberty Municipal Airport, situato nella parte orientale della contea
- Cleveland Municipal Airport, situato ad est di Cleveland